# Vilasantar (parroquia)
Vilasantar (llamada oficialmente Santiago de Vilasantar) es una parroquia española del municipio de Vilasantar, en la provincia de La Coruña, Galicia.

## Entidades de población
Entidades de población que forman parte de la parroquia:
- Campo (O Campo)
- Cruceiro (O Cruceiro)
- Guxín
- Painzas (Paizás)
- Raposeiras (As Raposeiras)
- Ru

## Despoblado
- Muíño Novo (O Muíño Novo)

## Demografía
| Gráfica de evolución demográfica de Vilasantar entre 2000 y 2019 |
|                                                                  |
| Datos según el nomenclátor publicado por el INE.                 |